# Neferkamin
Neferkamin có thể là một vị pharaon Ai Cập cổ đại của vương triều thứ Tám thuộc Thời kỳ chuyển tiếp thứ nhất.
Tên ngôi của ông "Sneferka" được chứng thực trên bản danh sách vua Abydos (số 47) mặc dù có thể tên gọi này đã viết sai, và ký tự tượng hình O34 ("s") thực tế phải là một R22 ("min"), do đó là "Neferkamin". Cách đọc chính xác tên của vị vua này theo quy ước cùng với tên của Nikare trên một bản vàng ngày nay nằm tại Bảo tàng Anh quốc; Tuy nhiên, người ta cho rằng đồ vật này có thể là đồ giả.